# Reactiu

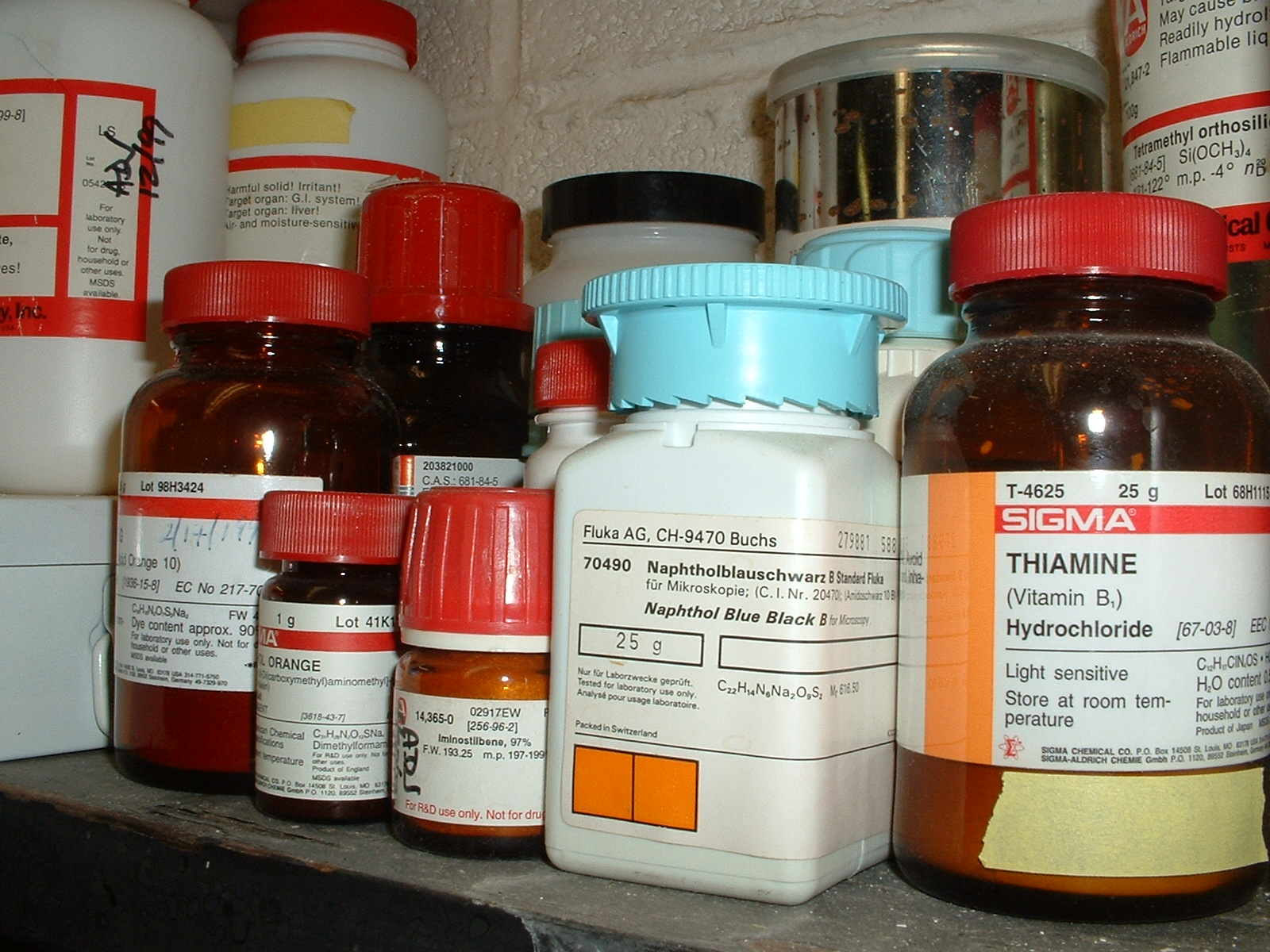
Reactius dins unes ampolles.

En química, un reactiu és qualsevol substància que interaccionant amb una altra (també reactiu) en una reacció química dona lloc a altres substàncies de propietats, característiques i conformació diferent, denominades productes de reacció o simplement productes.
Per tractar-se de composts químics, els reactius es poden classificar segons moltes variables: propietats fisico-químiques, reactivitat en reaccions químiques, característiques de l'ús del reactiu.
No obstant això, per tractar-se del concepte de reactiu la classificació més adequada en aquest cas seria la de característiques del seu ús, segons la qual es classifiquen en l'ús al qual estan destinats els reactius. Aquesta classificació ve donada en l'envàs del reactiu i depèn del tractament que se li hagi donat, de la seva riquesa, de la seva puresa que determina l'ús químic que se li va a poder donar, tenint en compte la precisió, exactitud i error absolut que s'ha de tenir en l'operació química a realitzar.

## Reactiu limitant
El reactiu limitant és aquell que en una reacció química (on existeixen reactius i productes), s'acaba abans i determina la quantitat de producte o productes obtinguts. La reacció depèn del reactiu limitant, doncs, segons la llei de les proporcions definides, els altres reactius no reaccionaran quan un s'hagi acabat.
Quan s'ha igualat una reacció química els coeficients representen el nombre d'àtoms de cada element en els reactius i en els productes. També representen el nombre de molècules i de mols de reactius i productes.
Quan una equació està ajustada, l'estequiometria s'empra per a saber els mols d'un producte obtinguts a partir d'un nombre conegut de mols d'un reactiu. La relació de mols entre reactiu i producte s'obté de l'equació ajustada. De vegades es creu equivocadament que en les reaccions s'utilitzen sempre les quantitats exactes de reactius. No obstant això, en la pràctica, el normal sol ser que s'utilitzi un excés d'un o més reactius, per aconseguir que reaccioni la major quantitat possible del reactiu en menor quantitat.